# بخش دفیئنس (شهرستان دفیئنس، اوهایو)
بخش دفیئنس (به انگلیسی: Defiance Township) یک منطقهٔ مسکونی در ایالات متحده آمریکا است که در شهرستان دفیانس، اوهایو واقع شده‌است.
 بخش دفیئنس ۷۹٫۹ کیلومتر مربع مساحت و ۱۳٬۱۷۸ نفر جمعیت دارد و ۲۰۳ متر بالاتر از سطح دریا واقع شده‌است.